# Mareuil-le-Port
Mareuil-le-Port – miejscowość i gmina we Francji, w regionie Grand Est, w departamencie Marna.
Według danych na rok 1990 gminę zamieszkiwały 1392 osoby, a gęstość zaludnienia wynosiła 155 osób/km².